# Павловка (Старошайговский район)
 Павловка  — деревня в Старошайговском районе Мордовии в составе Богдановского сельского поселения.

## География
Находится на расстоянии примерно 6 километров по прямой на запад от районного центра села Старое Шайгово.

## История
Известна с 1869 года как владельческая деревня Инсарского уезда из 31 двора.

## Население
Постоянное население составляло 20 человек (русские 100 %) в 2002 году, 3 в 2010 году.